# Chaire privée
Une chaire privée est une chaire d'université ou d'école qui est financée par un acteur privé (entreprise, mécène, fondation) et qui en porte généralement le nom.
Ce système d'origine anglo-saxonne se développe également en France. Initialement repris par les grandes écoles, il tend à se généraliser dans les universités. Ces chaires constituent souvent un apport supplémentaire non négligeable pour les budgets des universités.

## Exemples
On retrouve des chaires privées dans de nombreux établissements :
- La Harvard Law School a une chaire Jean Monnet cofinancée par la Commission européenne pour promouvoir les recherches sur la construction européenne.
- En 2006, le Collège de France a ouvert une chaire d'Innovation technologique - Liliane Bettencourt financée par Liliane Bettencourt, plus riche femme de France.
- Reims Management School a développé des chaires depuis 2002 : Management de la Grande Distribution, Management du Champagne, Économie Solidaire et Sociale, Bancassurance.
- l'ESSCA a développé la chaire KPMG Génération Talents, qui étudie la motivation et l'engagement de la génération Y vis-à-vis des organisations, et la chaire Jean Monnet cofinancée par la Commission européenne, pour promouvoir l'étude des relations sino-européennes.
- HEC Paris a ouvert 7 chaires financées par des entreprises qui, chacune, payent 230 000 € par an.
- Bell Canada finance une dizaine de chaires dans plusieurs universités : Montréal, Sherbrooke, etc.
- Le Groupe ESC Troyes a développé une chaire centrée sur l'innovation et l'entrepreneuriat avec la Technopole de l'Aube en Champagne depuis 2005.

## Chaires privées et universités françaises
- Les premières chaires intégralement privées dans une université française ont été créées en novembre 2006 par l'université Paris-Dauphine et l'université de Marne-la-Vallée en ouvrira une également en 2007.
- Il y avait cependant eu des précédents de chaire en partie financée par des entreprises : l'université de Toulouse I a ouvert en premier une chaire privée d'économie du risque pour partie financée par la Fédération française des sociétés d'assurances (FFSA). En février 2003, l'université a également fondé une chaire Pernod-Ricard de politique de la concurrence pour 5 ans. L'entreprise finance l'université à hauteur de 75 000 € et a accès aux résultats des travaux des doctorants menées dans le cadre de la chaire.
- Au sein de l'Institut Agro, les chaires partenariales favorisent l’hybridation entre acteurs des territoires et le dialogue science-société. L'Institut Agro Montpellier recense 7 chaires partenariales[1] autour de thématiques clés : des systèmes alimentaires durables, de la transition agroécologique, de la gestion des ressources en eau et du changement climatique, de l’évaluation environnementale, des transformations numériques de l’agriculture ou encore de la filière Vigne et Vin. Un projet est également en émergence en arboriculture fruitière.